# Wieluń
Wieluń ([ˈvʲɛluɲ]IPA, ve starší češtině Věluň, hebrejsky ויילון‎, latinsky Velun) je město ve středním Polsku v Lodžském vojvodství v okrese Wieluń. Nachází se asi 100 km jižně od Lodže na řece Pyszna. Bylo založeno v roce 1283. V roce 2024 zde žilo 20 282 obyvatel, rozloha města činí 16,9 km².

## Další informace

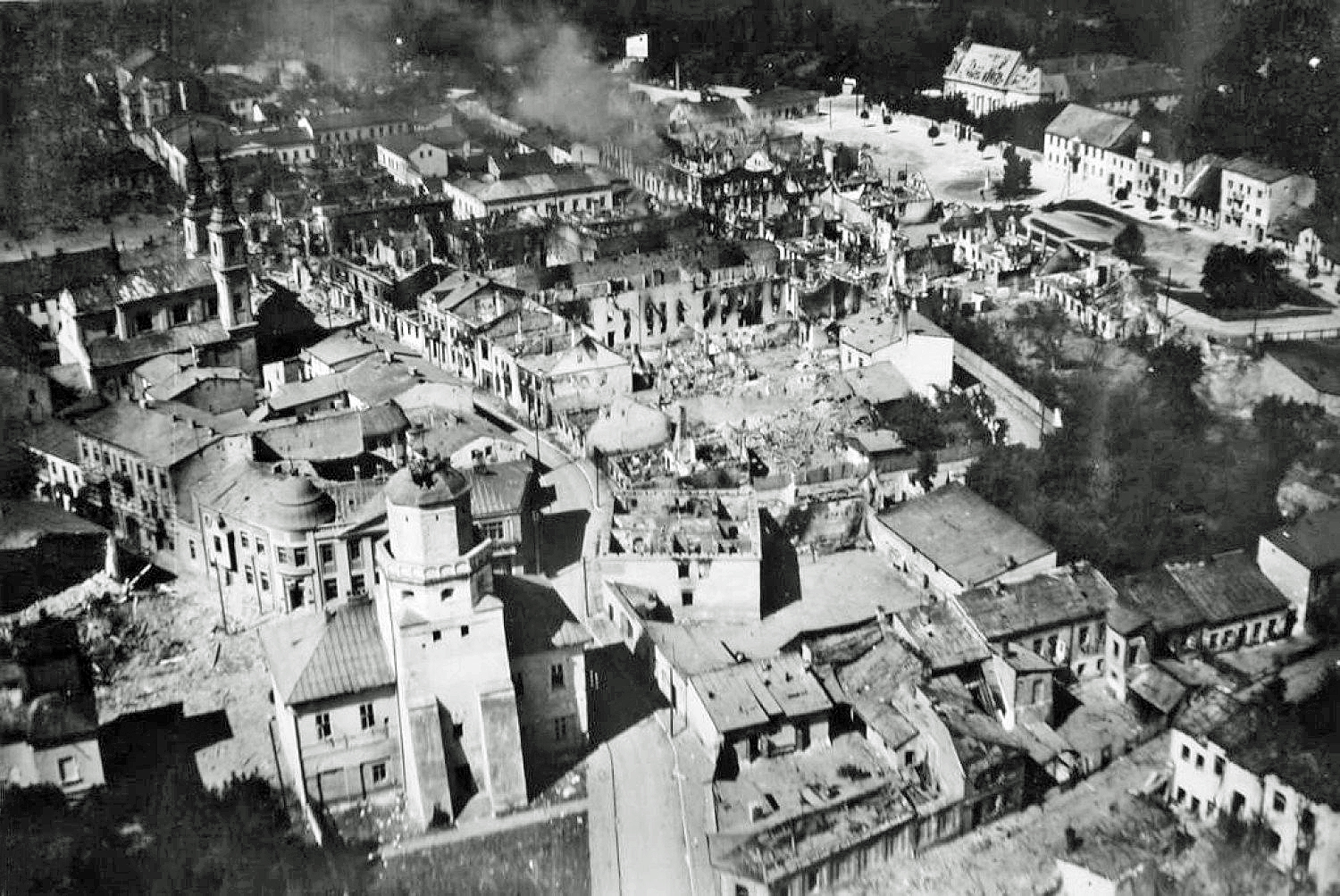
Centrum města Wieluń zničené po německém bombardování dne 1. 9. 1939

Město má zachovalé ruiny středověkého městského opevnění (Mury Miejskie Wieluń) včetně brány (Brama Kaliska). Město bylo na samém počátku 2. světové války těžce bombardováno letectvem Luftwaffe.